# Tammi Patterson
Tammi Patterson (ur. 3 stycznia 1990 w Sydney) – australijska tenisistka.
W 2006 roku po raz pierwszy zagrała w turnieju głównym rozgrywek singlowych cyklu ITF – w Gladstone pokonała w pierwszej rundzie Sarah Benad 6:3, 6:2, a w kolejnym spotkaniu uległa Emily Hewson 4:6, 2:6.
W przeciągu kariery wygrała jeden turniej w grze pojedynczej i dziesięć turniejów w grze podwójnej rangi ITF.
W sezonie 2011 zadebiutowała w rozgrywkach wielkoszlemowych – rywalizowała w zawodach gry podwójnej na kortach Australian Open. Kolejne starty w Wielkim Szlemie zanotowała w latach 2012 i 2014, także w konkurencji deblowej w Melbourne. Za każdym razem przegrywała w swoim pierwszym meczu.

## Wygrane turnieje rangi ITF
| turnieje z pulą nagród 100 000 $ |
| turnieje z pulą nagród 75 000 $  |
| turnieje z pulą nagród 50 000 $  |
| turnieje z pulą nagród 25 000 $  |
| turnieje z pulą nagród 15 000 $  |
| turnieje z pulą nagród 10 000 $  |

### Gra pojedyncza
|    | Data       | Turniej | Kat. | ($)    | Naw.   | Finalistka         | Wynik    |
| 1. | 11/06/2017 | Tokio   | ITF  | 25 000 | twarda | Peangtarn Plipuech | 6:3, 6:2 |

### Gra podwójna
|    | Data       | Turniej        | Pula   | Naw.      | Partnerka        | Finalistki                              | Wynik             |
| 1. | 19/07/2008 | Frinton-on-Sea | 10 000 | trawiasta | Emelyn Starr     | Jade Curtis Elizabeth Thomas            | 6:3, 7:5          |
| 2. | 20/06/2009 | Alcobaça       | 10 000 | twarda    | Shannon Golds    | Monica Gorny Jade Windley               | 3:6, 6:2, 10–4    |
| 3. | 29/05/2010 | Velenje        | 10 000 | ceglana   | Alenka Hubacek   | Kateřina Kramperová Pavla Šmídová       | 6:1, 3:6, 10–8    |
| 4. | 12/09/2010 | Cairns         | 25 000 | twarda    | Olivia Rogowska  | Tyra Calderwood Noppawan Lertcheewakarn | 6:3, 7:6(3)       |
| 5. | 21/11/2010 | Wellington     | 25 000 | twarda    | Tímea Babos      | Jarmila Groth Jade Hopper               | 6:3, 6:2          |
| 6. | 29/03/2015 | Mornington     | 15 000 | ceglana   | Priscilla Hon    | Mana Ayukawa Ayaka Okuno                | 6:4, 7:6(4)       |
| 7. | 05/04/2015 | Melbourne      | 15 000 | ceglana   | Priscilla Hon    | Agata Barańska Sandra Zaniewska         | 2:6, 6:4, 12–10   |
| 8. | 04/10/2015 | Tweed Heads    | 15 000 | twarda    | Kimberly Birrell | Dalma Gálfi Priscilla Hon               | 6:7(3), 6:3, 10–8 |
| 9. | 21/02/2016 | Perth          | 25 000 | twarda    | Katarzyna Piter  | Han Na-lae Jang Su-jeong                | 4:6, 6:2, 10–3    |